# سارلي عليا
سارلي عليا (بالفارسية: سارلی علیا) هي قرية تقع في غلستان في إيران. يقدر عدد سكانها بـ 1,250 نسمة .